# Лище
Ли́ще — село в Україні, у Луцькому районі Волинської області. Входить до складу Підгайцівської сільської громади. Населення становить 1733 постійних мешканців.
Село відоме мальовничими ставками та лісами. У зв'язку з вигідним розташуванням та близькістю до обласного центру, гострою є ситуація з наданням земельних ділянок у приватну власність.

## Населення
Згідно з переписом УРСР 1989 року чисельність наявного населення села становила 1590 осіб, з яких 749 чоловіків та 841 жінка.
За переписом населення України 2001 року в селі мешкали 1723 особи.

### Мова
Розподіл населення за рідною мовою за даними перепису 2001 року:
| Мова       | Відсоток |
| ---------- | -------- |
| українська | 98,90 %  |
| російська  | 0,40 %   |
| білоруська | 0,12 %   |
| молдовська | 0,06 %   |
| інші       | 0,52 %   |

## Пам'ятки археології
На території села відомі наступні пам'ятки археології:
- За 1,5 км на південний схід від села — давньоруське городище овальної форми діаметром 40×56 м, яке обнесене валом і ровом.
- На південний схід від села на початку XX ст. знаходилось три групи курганів давньоруського часу, до складу яких входило 202 насипи. У 1898 р. К. Мельник у двох групах розкопала, відповідно, 17 і 12 курганів. В могильних ямах виявлені тілопокладення, а в окремих випадках — тілоспалення. Біля витягнутих кістяків знайдені срібні і бронзові скроневі підвіски, срібні плетені персні, срібні і скляні намистини, гончарні горщики тощо.
- В південно-західній частині села, на північ від колишнього с. Ставок, що нині є в складі с. Лище, на лагідному схилі правого берега безіменного потоку (правосторонній доплив Стиру) знаходився давньоруський курганний могильник, що складався з 40 насипів. Дев'ять з них розкопала у 1898 році К. Мельник. Біля кістяків виявлені залізні цвяхи, ножі срібні персні, скроневі кільця.
- За 2,5 км на південний захід від села, в урочищі Вигаданка, на високому правому березі Стиру знаходилось багатошарове поселення доби фінального палеоліту, культур маліцької, стжижовської, тшинецько-комарівської та давньоруського часу. Пам'ятка повністю зруйнована земляними роботами глиняного кар'єру. У 1955 р. вона досліджувалась Ю. Захаруком, а в 1971 р. — І. Свєшніковим. Всього розкопано 278 м² площі поселення. Пізньопалеолітичні знахідки представлені патинованими виробами з кременю: відщепами, пластинами, різцями, кінцевими скребками і скобелями. Розкопками відкрито дві землянки з вогнищами і господарську яму маліцької культури; напівземлянку, яму і два скорчених поховання стжижовської культури; вогнище і велику глинобитну піч на місці наземних жител тшинецько-комарівської культури. У першому похованні, яке досліджене в 1955 р., кістяк дорослого чоловіка лежав на правому боці і був орієнтований головою на схід. У засипі могильної ями знайдено уламки ліпного посуду, крем'яні ніж і фрагмент сколу. У розкопаному в 1971 похованні чоловіка, що лежав на спині із підігнутими ногами, орієнтований головою на захід, виявлено кістяну проколку, ніж наконечник списа і вістря стріли з кременю, а також уламок амфори.
- За 1,5 км на південний захід від села, на рівній ділянці мису першої надзаплавної тераси лівого берега струмка Зеленка, правого допливу Стиру, висотою до 14–15 м над рівнем заплави — двошарове поселення волино-люблінської культури і давньоруського періоду ХІІ–ХІІІ ст. площею до 1 га.
- За 1,2 км на південний захід від села, навпроти греблі і шлюзу ставу, на рівній ділянці мису першої надзаплавної тераси струмка Зеленка висотою близько 20 м над рівнем заплави — двошарове поселення тшинецько-комарівської культури і давньоруського періоду ХІІ-ХІІІ ст. площею близько 1 га.
- За 0,8 км на південний захід від села, на схилі мису першої надзаплавної тераси лівого берега струмка Зеленка висотою до 14–16 м над рівнем заплави, за 50 м на захід від лінії електропередач — двошарове поселення тшинецько-комарівської культури і давньоруського періоду ХІ–ХІІІ ст. площею 1,5 га. За 250 м на захід від пам'ятки проходить шлюз греблі.
- За 0,6 км на південний захід від села, на території колишнього хутора Вигаданка, на витянутому зі сходу на захід мисі першої надзаплавної тераси лівого берега Зеленки висотою до 10–12 м над рівнем заплави — двошарове поселення волино-люблінської культури і давньоруського періоду ХІ–ХІІІ ст. площею до 3 га.
- За 0,5 км на південь від села, за 0,5 км на захід від тваринницької ферми — багатошарове поселення тшинецько-комарівської культури, лежницької групи ранньозалізного часу і давньоруського періоду ХІІ–ХІІІ ст. площею до 2 га. Воно розміщене на рівній ділянці першої надзаплавної тераси лівого берега струмка висотою до 8–10 м над рівнем заплави. Західна периферія пам'ятки частково знищена глиняним кар'єром. На північ від неї знаходиться став.
- На південній околиці села, на мисі першої надзаплавної тераси правого берега струмка Зеленка висотою до 12–14 м над рівнем заплави — двошарове поселення тшинецько-комарівської культури і давньоруського періоду ХІІ–ХІІІ ст. площею до 1 га. Воно знаходиться навпроти греблі через ставок. В зрізі прямовисної стінки берега простежені темні прямі плями від заглиблених споруд давньоруського часу.
- За 0,4 км на південний схід від села на рівній ділянці мису першої надзаплавної тераси лівого берега струмка висотою до 10 м над рівнем заплави — селище давньоруського періоду ХІІ-ХІІІ ст. площею до 1 га. Пам'ятка зі сходу і заходу обмежена улоговинами заплави струмка, а з півночі — ставом.
- За 0,5 км на південний схід від села, на захід від колишнього с. Клечани, що зараз увійшло до с. Лище — селище давньоруського періоду XI—XIII ст. площею 1 га. Воно розміщене на аварійній ділянці мису першої надзаплавної тераси лівого берега струмка висотою 5–6 м над рівнем заплави.
- В східній частині села (північна околиця колишнього с. Клечани), на мисі першої надзаплавної тераси лівого берега струмка висотою 5–6 м над рівнем заплави — двошарове поселення стжижовської культури і давньоруського періоду ХІ–ХІІ ст.
- В північно-східній частині села, на мисі першої надзаплавної тераси лівого берега Зеленки висотою близько 5 м над рівнем заплави — селище давньоруського періоду XI—XIII ст. площею до 2 га. З півночі до пам'ятки прилягає став, за 0,4 км на південь від неї проходить шосейна дорога, а із заходу її обмежує ґрунтова дорога, яка пролягає через греблю із шлюзом.
- В північно-східній частині села, від згаданого вище пункту за 0,5 км на схід — двошарове поселення тшинецько-комарівської культури і давньоруського періоду ХІ–ХІІ ст. площею до 2 га. Воно розміщене на мисі першої надзаплавної гераси лівого берега струмка Зеленка висотою близько 8 м над рівнем заплави.
- За 0,7 км на північний схід від села та за 0,5 км від цвинтару, на лагідному схилі першої надзаплавної тераси правого берега згадуваного вище струмка висотою 4–5 м над рівнем заплави — селище давньоруського періоду XI—XIV ст. площею до 1 га.
- В північно-східній частині села, на території тваринницької ферми — селище давньоруського періоду XI—XII ст. Воно розміщене на напівовальному мисі першої надзаплавної тераси правого берега струмка висотою 10–12 м над рівнем заплави.
- За 0,4 км на північ від села — двошарове поселення тшинецько-комарівської культури і давньоруського періоду ХІ–XIV ст. площею до 2 га. Воно розміщене на мисі першої надзаплавної тераси правого берега потоку Зеленка висотою близько 8 м над рівнем заплави. Із заходу повз нього проходить ґрунтова дорога.
- За 1 км на північний схід від села, на мисі другої надзаплавної тераси лівого берега струмка висотою до 50 м над рівнем заплави — стоянка пізньопалеолітичного часу. Навпроти через потік знаходиться цвинтар, а за 2,5 км на схід — церква с. Воротнів. Патиновані крем'яні артефакти зібрані на західному схилі тераси з території орного поля на площі близько 1 га.
- На південній околиці села, на видовженому мисі першої надзаплавної тераси правого берега Зеленки висотою близько 6 м над рівнем заплави — селище давньоруського періоду ХІІ–ХІІІ ст. площею до 1 га. Навпроти пам'ятки знаходиться кар'єр. З півдня її оконтурює став, а з півночі і заходу — заплава, вздовж якої проходить лінія електропередач.
- В південно-західній частині села, за 0,5 км на захід від попередньо обумовленого місцезнаходження — двошарове поселення тшинецько-комарівської культури і давньоруського періоду ХІІ–ХІІІ ст. площею близько 1 га. Воно розміщене на лагідному схилі першої надзаплавної тераси правого берега струмка висотою до 5 м над рівнем заплави. За 0,4 км на південь від неї знаходиться глиняний кар'єр.

1. За 1,2 км на південний захід від села, на лагідному схилі першої надзаплавної тераси правого берега струмка Зеленка висотою 4–5 м над рівнем заплави — двошарове поселення тшинецько-комарівської культури і давньоруського періоду ХІІ–ХІІІ ст. площею до 1,5 га.
2. За 2 км на південний захід від села, на південь від колишнього с. Ставок — двошарове поселення тшинецько-комарівської культури і давньоруського періоду ХІ–ХІІІ ст. площею до 1,5 га. Воно розміщене на мисі першої надзаплавної тераси правого берега струмка висотою 12–14 м над рівнем заплави. З півдня пам'ятку обмежує шосейна дорога Дубно–Луцьк.
3. У південно-східній частині села, в урочищі Біля млина, на схилі лівого берега струмка Зеленка — селище давньоруського часу ХІІ–ХІІІ ст.

## Постаті
- Ясан Юрій Володимирович (1970—2015) — старший сержант Збройних сил України, учасник російсько-української війни[4].
- Сорочук Микола Васильович (1997 — 2020) — старший солдат Збройних сил України, учасник російсько-української війни 2015—2020. 22 січня 2021 року в школі, де він навчався, відкрили меморіальну дошку на честь героя України[5].